# (3646) Aduatiques
(3646) Aduatiques (1985 RK4) – planetoida z pasa głównego asteroid okrążająca Słońce w ciągu 4,58 lat w średniej odległości 2,76 au Odkrył ją Henri Debehogne 11 września 1985 roku.